# Большеболгоярское сельское поселение
Большеболгоярское се́льское поселе́ние — муниципальное образование в Апастовском районе Татарстана Российской Федерации.
Административный центр — село Малые Болгояры.

## История
Статус и границы сельского поселения установлены Законом Республики Татарстан от 31 января 2005 года № 8-ЗРТ «Об установлении границ территорий и статусе муниципального образования "Апастовский муниципальный район" и муниципальных образований в его составе»

## Население
| 2010 | 2011 | 2012 | 2013 | 2014 | 2015 | 2016 |
| ---- | ---- | ---- | ---- | ---- | ---- | ---- |
| 548  | ↘544 | ↘532 | ↘525 | ↘513 | ↘510 | ↘495 |
| 2017 | 2018 |      |      |      |      |      |
| ↘489 | ↘473 |      |      |      |      |      |

## Состав сельского поселения
| № | Населённый пункт | Тип населённого пункта       | Население |
| - | ---------------- | ---------------------------- | --------- |
| 1 | Большие Болгояры | село                         |           |
| 2 | Малые Болгояры   | село, административный центр |           |